# Planície de Aparã
A planície de Aparã (em armênio: Ապարանի դաշտ; romaniz.: Aparani dašt), também referida como planalto de Aparã (Ապարանի սարահարթ, Aparani sarahart’) é uma planície na província de Aragatsotn, na Armênia, no curso superior da bacia do rio Cassal. Abrange uma área de 200 quilômetros quadrados. É o fundo de uma depressão intermontanhosa, com 1 800 a dois mil metros de altura, entre o monte Aragats e e as montanhas Salcuniase.
A planície é coberta por sedimentos lacustres, fluviais e glaciais, bem como por lavas dacíticas e andesíticas-basálticas. Sua superfície é ligeiramente ondulada (piramidal-fragmentária em fluxos de lava). O inverno é frio (a temperatura média em janeiro é de -9,2 °C a -9,6 °C, enquanto a mínima é de -33 °C) e o verão é ameno (a temperatura média em agosto é de 16,6 °C, enquanto a máxima é de 32 °C). O clima sem geadas dura 134 dias. A precipitação anual atinge 550–650 milímetros.
A planície é irrigada pelas águas do Cassal e seus afluentes. O reservatório de Aparã está localizado no sul da cidade homônima, dentro dos limites da planície. Solos pretos carbonáticos e descalcificados são comuns. A vegetação é de estepe montanhosa, dominada por Festuca, mas também inclui junco, aipo e gramíneas. A maior parte desta área é ocupada por áreas semeadas com cereais e forragens. Animais típicos incluem o rato-do-campo (arvicolíneos), a lebre, o lobo, a raposa, o coelho, o texugo-europeu, a laverca e o codorniz-comum.